# Безин, Иван Карлович
Иван Карлович Безин  (1911, Оренбург — 1943, г. Морозовск Ростовской области)   — русский советский художник, график. Участник Великой Отечественной войны.

## Биография
Иван Карлович Безин родился в 1911 году в городе Оренбурге.
Искусству живописи учился в Ленинграде в 1929-1930-х годах в  Высшем художественно-техническом институте (ВХУТЕИН) у педагогов-художников А. Д. Древина, К. Н. Истомина, П. В, Кузнецова, П. Я. Павлинова и др.
В 1931 — 1933 годах учился в Москве в Московском полиграфическом институте (МПИ), (ныне Московский государственный университет печати). Педагоги Истомин (живопись), Павлинов (рисунок). В дальнейшем, в 1933-1936 годах учился в институте повышения квалификации художников (ИПКХ) при Горкоме художников книги и графики (педагоги А. Д. Гончаров, А. М, Гусятинский, В. А. Фаворский). Рисовал портреты, городские и сельские пейзажи, натюрморты и др.  С 1932 года занимался иллюстрированием книг и журналов в издательствах Москвы. В 1934 году работал в Мастерской монументальной живописи Академии архитектуры СССР, в 1936 году оформлял спектакли в Театре им. Евг. Вахтангова.
Был женат на художнице Вере Федяевской.
В годы Великой Отечественной войны воевал на фронте, погиб в  1943 году в боях у города Морозовск Ростовской области.
В настоящее время произведения художника Ивана Карловича Безина хранятся Государственном музее изобразительных искусств имени А. С. Пушкина (ГМИИ), Государственном Русском музее, Государственной Третьяковской галерее, музее Нового Иерусалима, Мурманском областном художественном музее, в художественных галереях Нукуса, Судака, Тбилиси, Тверь, в Шушенском.

## Выставки
Картины Ивана Карловича Безина выставлялись на выставках с 1935 года и после его смерти на художественных выставках Ленинграда, Москвы и Московской области:
- Выставки художников к памятным датам Великой Отечественной войны, Союза художников,  Московского союза художников (1950, 1980-е годы);
- Групповая выставка художников Г. Павильонова, Н. Фаворского, Безика И.К. (Ленинград, 1968);
- Групповая выставка художников Г. Павильонова, Н. Фаворского, Безика И.К. (Москва, 1969);
- Выставка в Третьяковской галерее (1977);
- 50 лет МОСХа в Центральной выставочном зале (Москва, 1982);
- Персональная выставка, выставка Московского союза художников (МОСХ) с художниками: Вакидин В. Н, Короткевич Е. Г, Рейн Т. М, Федяевская В. К. (1987);
- Выставка 30-е годы в Государственной Третьяковской галерее (1990);
- Выставка 20-30-е годы. МОСХ, ЦДХ (1992);
- Выставка 20-30-е годы. Новый Иерусалим (1994).

## Галерея

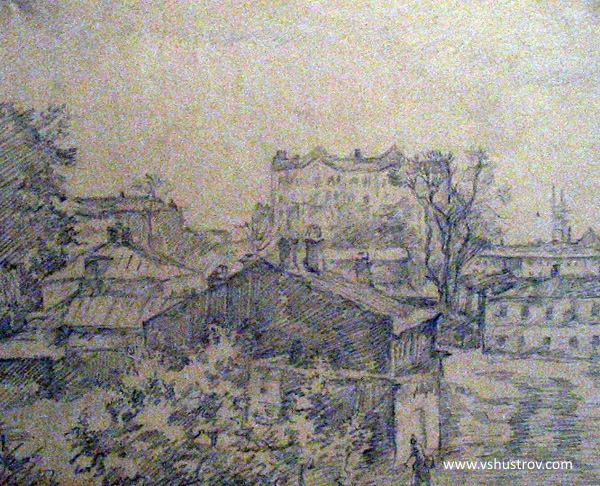
Безин И. К. Городской пейзаж. 1940
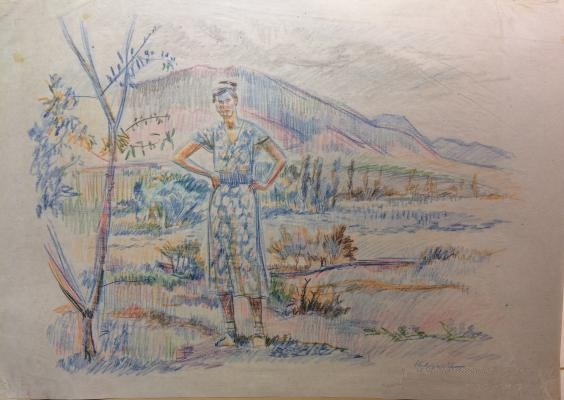
Пейзаж
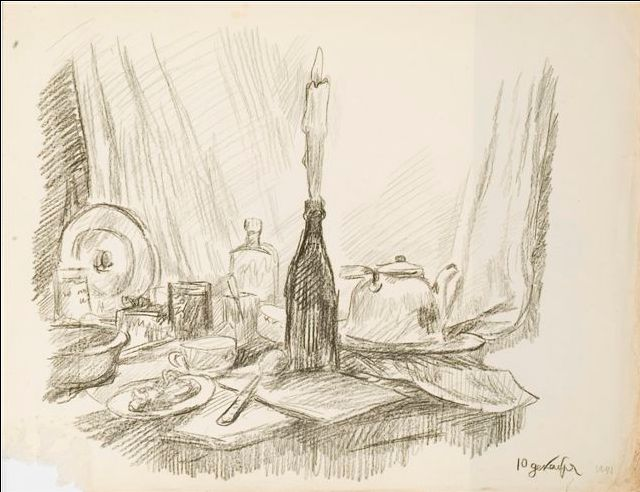
Натюрморт со свечой в бутылке
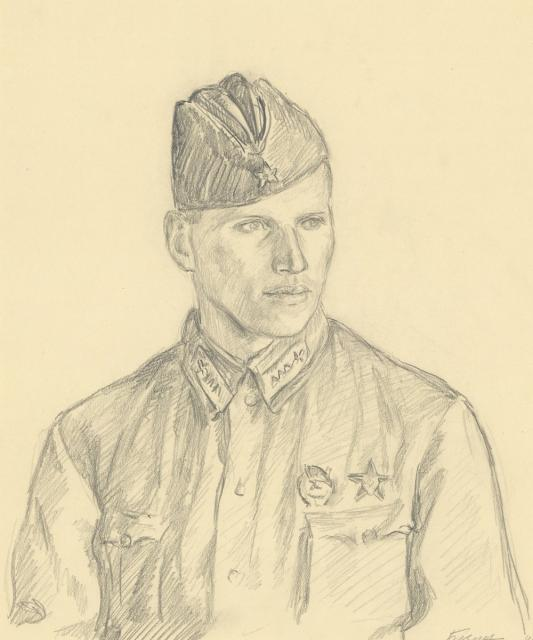
Портрет Кондратенко. 1942
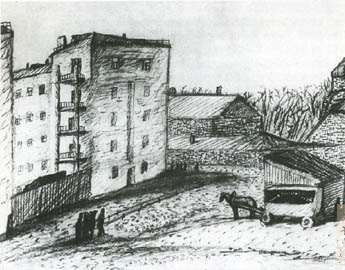
Улица с фургонами. 1933